# Carlota Sanford
```
Carlota Sanford
   (
13 d'octubre
 de 
1881
 
- 
7 d'octubre
 de 
1933
)
 va ser una cantant espanyola del primer terç de 
segle
 
xx
.
```

Va començar el 1902, Treball en el Teatre Eslava i Teatre Martín, també treball com a actriu i soprano, va morir de leucèmia el 7 d'octubre de 1933 als 51 anys, 5 dies abans de complir 52 anys.